# Іллєнко Капітоліна Іванівна
Капітолі́на Іва́нівна Іллє́нко (нар.2 листопада 1904, Ярославль — пом.21 листопада 1992, Москва) — радянська і російська актриса театру і кіно.

## Біографічні відомості
Народилася 2 листопада 1904 р. у Ярославлі. Закінчила Московський державний театральний технікум ім. А. Луначарського (1927). 
Працювала у театрах (зокрема в «Современнике», 1961—1977, 1990—1992).
Померла 21 листопада 1992 р. в Москві. 

## Фільмографія
- «Дядя Ваня» (1970)
- «Афоня» (1975, брала участь у зібранні ЖЕКу)
- «12 стільців» (1976, сусідка Ізнуренкова (нема в титрах)
- «Баламут» (1978, бабка Настя)
- «Дзвін минаючого літа» (1979, бабка)
- «У матросів немає питань» (1980)
- «Якщо би я був начальником...» (1980, член житлової комісії)
- «Колискова для брата» (1982, Зоя Олексіївна)
- «Сполох» (1983, старенька біля ілюмінатора)
- «І життя, і сльози, і любов» (1983, Ніна Матвіївна)
- «Невідомий солдат» (1984, Софія Павлівна Смирнова)
- «Увага! Всім постам...» (1985, порушниця правил переходу (в титрах не вказано)
- «Русь споконвічна» (1985, Арсінья )
- «Де ваш син?» (1986, подруга Клавдії)
- «Забута мелодія для флейти» (1987, сусідка Капітоліна Іванівна)
- «Вам що, наша влада не подобається?!» (1988, Марія Спиридонівна Урожайкіна, сусідка Полубояринових)
- «Сходи» (1989, Анна Кіндратівна)
- «Вхід до лабіринту» (1989, сусідка Лижина)
- «Чорна магія, або Побачення з дияволом» (1990, бабка Кассандра) та ін.

Знялась в українських фільмах:
- «Гонки по вертикалі» (1982, телефільм, Єлизавета фон Дитц)
- «Приморський бульвар» (1985, швачка)